# 1,2,4-trimethylbenzen
1,2,4-trimethylbenzen (též pseudokumen) je aromatický uhlovodík se vzorcem C6H3(CH3)3. Jedná se o hořlavou a těkavou bezbarvou kapalinu se silným zápachem, která je prakticky nerozpustná ve vodě, ale dobře rozpustná v organických rozpouštědlech. Přirozeně se vyskytuje v uhelném dehtu a v ropě (výskyt je kolem 3 %).

## Výroba
1,2,4-trimethylbenzen se průmyslově vyrábí izolací z devítiuhlíkaté aromatické uhlovodíkové frakce při destilaci ropy; z této frakce tvoří asi 40 %. Také se vyrábí methylací toluenu a xylenů a disproporcionační reakcí xylenu za přítomnosti hlinitokřemičitanových katalyzátorů.

## Použití
Pseudokumen se používá jako prekurzor anhydridu kyseliny mellitové , který slouží na výrobu speciálních polymerů. Též se používá jako sterilizační činidlo a při výrobě barviv, vůní a pryskyřic.